# 2025年东南亚运动会
2025年东南亚运动会（羅馬化：Kīlā Sī Kēm 2025），正式名称为第33届东南亚运动会，或2025年东南亚运动会，也称为泰国2025 ，是由东南亚运动会联合会（SEAGF）批准的即将举行的国际综合运动会，计划于2025年12月9日至20日举行泰国以曼谷、春武里、宋卡为主要主办城市。在东南亚运动会联合会（SEAGF）确认泰国为主办国后，这三个城市联合申办的东运会于 2023年1月13日获得主办权。这是首次通过新的申办选举程序选定东南亚运动会主办城市。
这将是泰国第七届东南亚运动会，第五届在曼谷举办（此前曾主办过1959年东南亚运动会、1967年东南亚运动会、1975年东南亚运动会和1985年东南亚运动会），也是春武里府和宋卡府第一次擔任主辦城市。